# Sângeru
Sângeru est une commune roumaine du județ de Prahova, dans la région historique de Valachie et dans la région de développement du Sud.

## Géographie
La commune de Sângeru est située dans l'est du județ, à la limite avec le județ de Buzău, dans les collines subcarpathiques de buzău, sur la rivière Cricovul Sărat, à 55 km à l'ouest de Buzău et à 58 km au nord-est de Ploiești, le chef-lieu du județ.
La municipalité est composée des six villages suivants (population en 1992) :
- Butuci (319) ;
- Mireșu Mare (1 702) ;
- Mireșu MIc (248) ;
- Piatra Mică ;
- Sângeru (2 213), siège de la municipalité ;
- Tisa (839).

## Histoire
La première mention écrite de la commune date de 1750.

## Politique
| Parti | Parti                        | Sièges |
| ----- | ---------------------------- | ------ |
|       | Parti social-démocrate (PSD) | 9      |
|       | Parti national libéral (PNL) | 6      |

## Démographie
En 2002, la commune comptait 4 584 Roumains (85,41 %) et 783 Roms (14,58 %). On comptait à cette date 1 846 ménages et 1 856 logements.
| 1992  | 2002  | 2011  |
| ----- | ----- | ----- |
| 5 316 | 5 367 | 5 449 |

En 2002, la composition religieuse de la commune était la suivante :
- Chrétiens orthodoxes, 98,22 % ;
- Pentecôtistes, 0,87 % ;
- Chrétiens évangéliques, 0,54 % ;
- Adventistes du septième jour, 0,33 %.

## Éducation
La commune dispose de 4 écoles maternelles, de 5 écoles élémentaires-collèges et d'une école professionnelle qui scolarisent environ 850 élèves.

## Économie
L'économie de la commune repose sur l'agriculture et l'élevage. La commune dispose de 561 ha de terres arables (blé, maïs, seigle, pomme de terre), de 471 ha de vergers, de 47 ha de vignes, de 1 121 ha de pâturages et de 304 ha de prairies.

## Communications

### Routes
La route régionale DJ102C Albești-Paleologu-Lapoș permet de rejoindre Urlați et la route nationale DN1B Ploiești-Buzău.

## Lieux et monuments
- Église orthodoxe Saint-André de 1793 avec clocher remarquable et manoir (XVIIIe siècle) où est installé le petit musée local d'ethnographie.